# Buick Reatta
Buick Reatta – samochód sportowy klasy średniej produkowany przez amerykańską markę Buick w latach 1988 – 1991.

## Historia i opis modelu

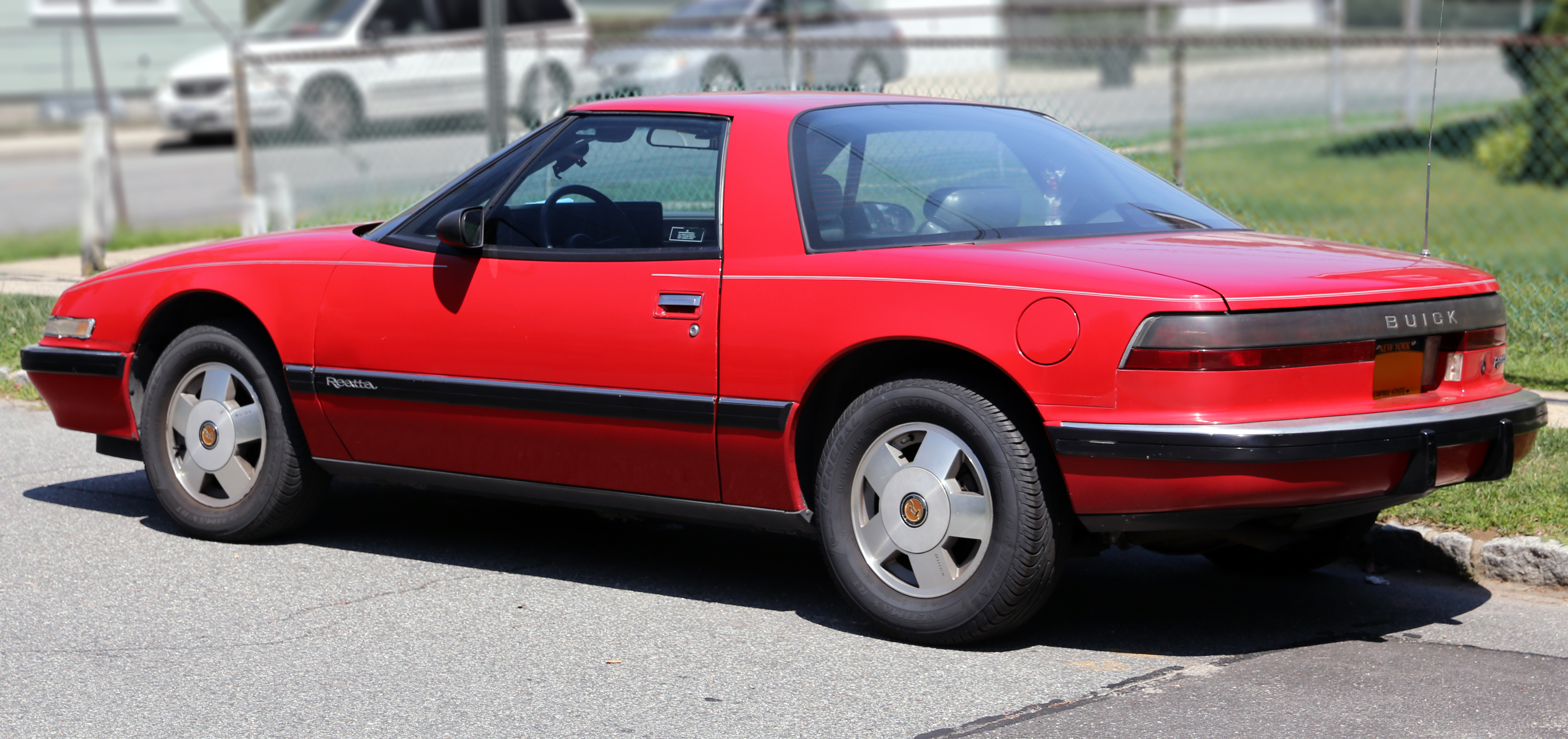
Buick Reatta - tył

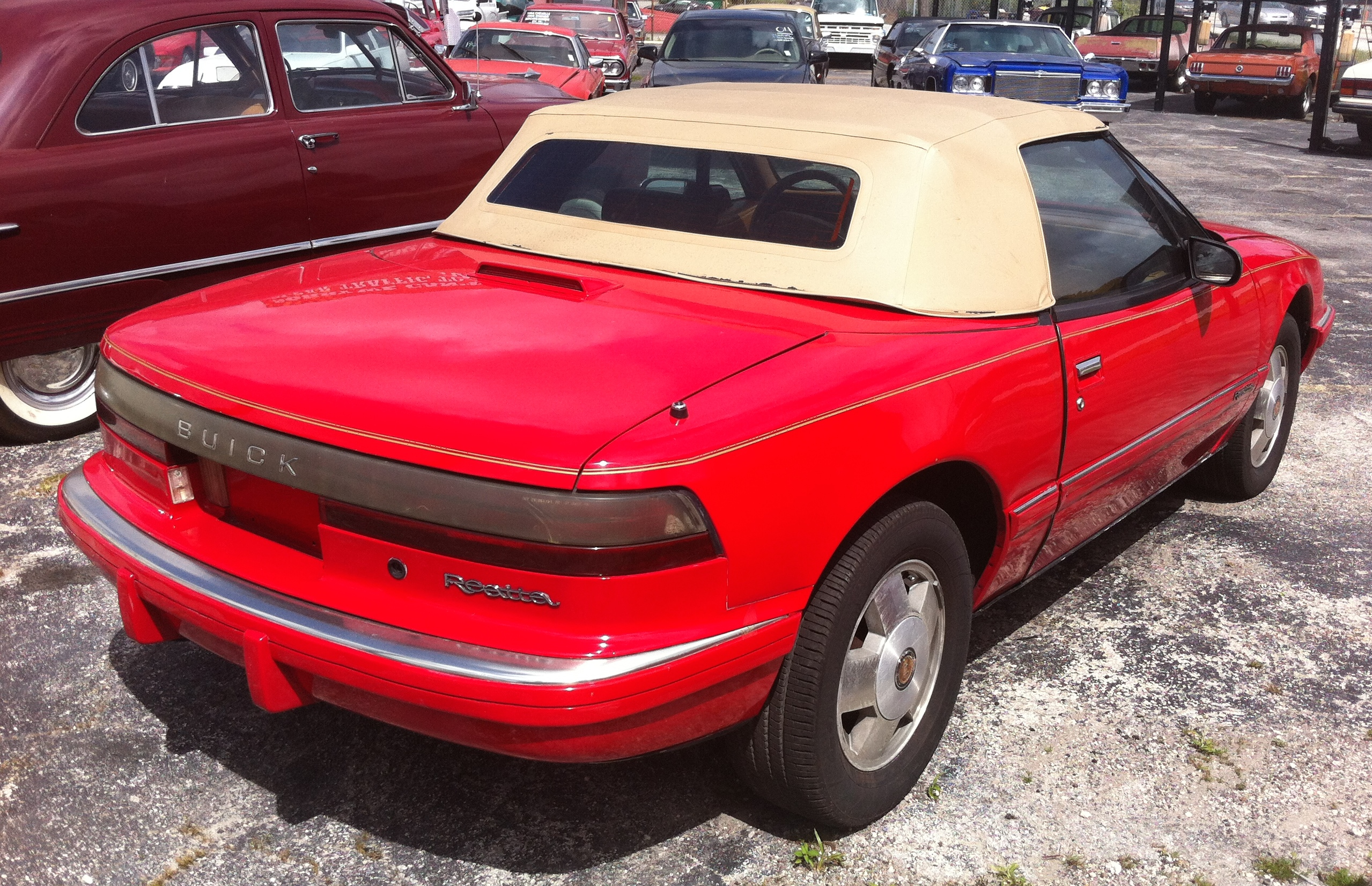
Buick Reatta Cabrio

Reatta była pierwszym dwumiejscowym modelem Buicka od czasów sprzedawanego w latach 40. modelu 46. Podobnie jak Cadillac Allanté oparty był na skróconej wersji platformy podwoziowej GM E, której używały Cadillac Eldorado, Oldsmobile Toronado a przede wszystkim Buick Riviera, z którym Reatta dzieli zaawansowaną elektronikę oraz wykończenie wnętrza. Początkowo model oferowany był jedynie jako hardtop coupe, w roku 1990 dodano wariant convertible.

### Dane techniczne
Reatta używała popularnego silnika "3800" V6 osiągającego 165–170 hp (123–127 kW) i 285–298 N·m momentu obrotowego. Samochód wyposażony był w pełni niezależne zawieszenie, hamulce tarczowe wyposażone w ABS oraz napęd przedni. Prędkość maksymalna pojazdu była elektronicznie ograniczona do 201 km/h (125 mph). Samochód spalał około 13,1 l/100 km paliwa w cyklu miejskim, w trasie poza miastem 8,7 l/100 km.

### Produkcja
| Year     | 4EC97 Coupe | 4EC67 Kabriolet | Razem | Dodatkowe informacje |
| -------- | ----------- | --------------- | ----- | --- |
| 1988     | 4708        | 0               | 4708  | Pierwszy rok produkcji |
| 1989     | 7009        | 0               | 7009  | Nowe ozdoby maski, wejście do wnętrza możliwe bez użycia kluczyków, szyberdach                                                                                 |
| 1990     | 6383        | 2132            | 8515  | Wprowadzenie wersji kabriolet, nowa deska rozdzielcza, poduszka powietrzna w kierownicy, możliwość montażu 16-calowych kół                                     |
| 1991     | 1214        | 305             | 1519  | Wszystkie modele otrzymują 16-calowe koła, zmodyfikowany silnik oraz elektronicznie kontrolowana skrzynia biegów, ulepszony system ABS oraz odświeżone wnętrze |
| Łącznie: | Łącznie:    | Łącznie:        | 21751 | |